# Marina Lotar
Marina Lotar anche conosciuta come Marina Frajese, pseudonimo di Marina Hedman Bellis (Göteborg, 11 giugno 1941), è un'attrice, ex modella ed ex attrice pornografica svedese naturalizzata italiana.

## Biografia
Fu una delle prime pornostar del cinema italiano. Negli anni sessanta lavorò come hostess sugli aerei di linea, lasciando la professione dopo il matrimonio con il giornalista televisivo Paolo Frajese.
Iniziò la carriera artistica nei primi anni settanta come fotomodella, per approdare in seguito al cinema in ruoli secondari. Le successive esperienze la videro impegnata nel cinema soft e, nel 1976, girò la sua prima sequenza hard (destinata a essere inserita nella versione per il mercato estero) nel film Emanuelle in America, per la regia di Joe D'Amato.
Sempre per il regista romano, nel 1979 fu la protagonista, con Giuseppe Curia, di quella che viene ritenuta la prima scena hard destinata al mercato italiano, nel film Immagini di un convento. La pellicola ottenne un grande successo, anche alimentato dallo scandalo d'essere interpretata dalla ex moglie di uno dei più noti giornalisti televisivi della Rai. Inizialmente lei utilizzò proprio il nome di Marina Frajese, poi, dopo una causa civile intentatale dall'ex marito, assunse gli pseudonimi di Marina Lotar, Marina Lothar, Marina Hedmann o Marina Chantal.
La Hedman recitò anche in Primo amore di Dino Risi nel 1978 e La città delle donne (1980) di Federico Fellini. Fino al 1984 si alternò tra cinema per adulti e cinema per tutti, apparendo ad esempio in Fantozzi subisce ancora (1983), nei film del ciclo sull'ispettore Nico Giraldi Delitto a Porta Romana (1980), Delitto sull'autostrada (1982) e Delitto al Blue Gay (1984), e nella miniserie ...e la vita continua. In seguito si dedicò completamente al cinema porno fino al 1991, quando si ritirò dalle scene.
Girò film a luci rosse sia in Italia sia in Francia, recitando con i maggiori attori del settore come Gabriel Pontello e un giovanissimo Rocco Siffredi. Nel 1987 fu nell'ultimo film accreditato di John Holmes, Supermaschio per mogli viziose, girato a Roma. Un titolo rimasto famoso è Marina e la sua bestia del 1984 (l'anno successivo ebbe un seguito diretto da Renato Polselli) dove la si vede "mimare" atti di zoofilia. Nell'unica intervista mai rilasciata (nel 1981 per L'Europeo), disse di aver scelto il porno perché, almeno, il produttore non le chiedeva di andare a letto con lui per ottenere la parte.
Nel 2008 rifiutò l'offerta di comparire in una puntata della fiction televisiva Carabinieri, ribadendo ancora una volta di aver abbandonato definitivamente la scena pubblica; nel 1998 aveva già rinunciato a una parte nel film Totò che visse due volte di Ciprì e Maresco.

## Filmografia

### Film non pornografici
- La pretora, regia di Lucio Fulci (1976)
- Emanuelle in America, regia di Joe D'Amato (1976)
- Fate la nanna coscine di pollo, regia di Amasi Damiani (1977)
- Il ginecologo della mutua, regia di Joe D'Amato (1977)
- Le notti porno nel mondo, regia di Jimmy Matheus e Joe D'Amato (1977)
- Follie di notte, regia di Joe D'Amato (1978)
- Un brivido di piacere, regia di Angelo Pannacciò (1978)
- Morte di un seduttore di paese - TV movie (1978)
- Primo amore, regia di Dino Risi (1978)
- Come perdere una moglie... e trovare un'amante, regia di Pasquale Festa Campanile (1978)
- Gegè Bellavita, regia di Pasquale Festa Campanile (1979)
- Quel certo sapore, regia di Jesús Franco (1979)
- Il mondo porno di due sorelle, regia di Franco Rossetti (1979)
- Immagini di un convento, regia di Joe D'Amato (1979)
- Libidine, regia di Raniero Di Giovanbattista (1979)
- Quello strano desiderio, regia di Enzo Milioni (1979)
- Play Motel, regia di Mario Gariazzo (1979)
- Le mani di una donna sola, regia di Nello Rossati (1979)
- Cameriera senza... malizia, regia di Lorenzo Onorati (1980)
- Febbre a 40!, regia di Marius Mattei (1980)
- La città delle donne, regia di Federico Fellini (1980)
- La bestia nello spazio, regia di Alfonso Brescia (1980)
- Delitto a Porta Romana, regia di Bruno Corbucci (1980)
- Una moglie, due amici, quattro amanti, regia di Michele Massimo Tarantini (1980)
- La compagna di viaggio, regia di Ferdinando Baldi (1980)
- Erotic Flash, regia di Roberto Bianchi Montero (1981)
- Chiamate 6969: taxi per signora, regia di Mario Bianchi (1981)
- La dottoressa di campagna, regia di Mario Bianchi (1981)
- Carnalitá morbosa, regia di Mario Siciliano (1981)
- Oldest Pleasure (1981)
- Giochi erotici nella terza galassia, regia di Bitto Albertini (1981)
- L'ultimo harem, regia di Sergio Garrone (1981)
- To glyko kormi tis Bianca, regia di Ilias Mylonakos (1982)
- La bimba di Satana, regia di Mario Bianchi (1982)
- Delitto sull'autostrada, regia di Bruno Corbucci (1982)
- I vizi della signora (1982)
- Funny Frankestein, regia di Mario Bianchi (1982)
- Erotico 2000, regia di Angelo Pannacciò (1982)
- Fantozzi subisce ancora, regia di Neri Parenti (1983)
- L'amica di Sonia, regia di Carlo Leone e Mario Siciliano (1983)
- Corpi nudi, regia di Amasi Damiani (1983)
- ...e la vita continua - miniserie TV (1984)
- Delitto al Blue Gay, regia di Bruno Corbucci (1984)
- Fantasia erotica in concerto, regia di Angelo Pannacciò (1985)
- La perdizione (1986)
- La lingua, regia di Marco Toniato (1987)
- Gioco di seduzione, regia di Andrea Bianchi (1990)
- Appuntamento in nero, regia di Antonio Bonifacio (1990)
- Nostalgia di un piccolo grande amore, regia di Antonio Bonifacio (1991)
- Joe D'Amato Totally Uncut - immagini di repertorio (1999)

### Film pornografici
- Con la zia non è peccato (1980)
- La zia svedese (1980)
- Luce rossa (1980)
- Sì... Lo voglio! (1980)
- Attenti a quelle due... ninfomani (1981)
- La dottoressa di campagna (uncut version) (1981)
- Albergo a ore (1981)
- Quella porcacciona di mia moglie (1981)
- Peccati di giovani mogli (1981)
- Lea (1981)
- Sesso allo specchio (1981)
- Sesso allegro (1981)
- Aristocratica perversa (1982)
- Orgasmo non stop (1982)
- Orgasmo esotico (1982)
- Orgasmo di Satana (1982), versione hard di La bimba di Satana
- Margot, la pupa della villa accanto (1983)
- La casa delle hostess (1983)
- Coulottes erotiche
- Notti calde (1984)
- Marina governante sexy (1984)
- Marina e la sua bestia (1984)
- Marina... miele selvaggio (1984)
- Le due... grandi labbra (1984)
- Wendee (1984)
- Fashion Love (1984)
- L'amante bisex (1984)
- Nido d'amore (1984)
- La chiave del piacere (1984)
- Una novizia nel porno harem (1985)
- Marina vedova viziosa (1985)
- Marina Hard Core (1985)
- Marina e la sua bestia 2 (1985)
- Marina e il suo amore (1985)
- Marina e il gigolo (1985)
- Le due bocche... di Marina (1985)
- Apprendiste viziose (1985)
- Marina il cavallo e lo stallone (1985)
- La bionda e la bestia (1985)
- Il piacere dappertutto (1985)
- Marina una moglie così perbene (1986)
- Adolescenti vogliose (1986)
- Non stop sempre buio in sala (1986)
- Il set del piacere (1986)
- Bocca bianca, bocca nera (1986)
- Marina e il suo cinema (1986)
- Marina, i desideri di una nobildonna (1986)
- L'amore e la bestia (1986)
- Marina un corpo da possedere (1987)
- Marina 10+ (1987)
- Gruppenspiele (1987)
- Marina, un vulcano di piacere (1987)
- The devil in Mr. Holmes (1987)
- Poker di donne (1987)
- Ramba sfida la bestia (1987)
- Supermaschio per mogli viziose (1987)
- Belve del sesso (1987)
- Osceno (1987)
- Un desiderio bestiale (1987)
- Profonde visite (1987)
- Messalina oggi (1987)
- Il vizio nel ventre (1987)
- Transex (1988)
- Marina umida d'amore (1988)
- La bottega del piacere (1988)
- Marina perversa (1988)
- Baby... nata per godere, ovvero la figlia libidinosa (1990)
- Avidità orale (1990)
- Finalmente Marina (1991)